# Burseryd
Burseryd is een plaats in de gemeente Gislaved in het landschap Småland en de provincie Jönköpings län in Zweden. De plaats heeft 859 inwoners (2005) en een oppervlakte van 156 hectare.